# Lukina-Trojama-barlangrendszer
A Lukina-Trojama barlangrendszer Horvátországban, a Velebit-hegység északi részén található.  

## Leírása
A barlangrendszer a Velebit-hegység északi részén fekvő „Hajdučki i Rožanski kukovi” rezervátumban található, 6 km-re délre a Zavižan meteorológiai állomástól, Lomska duliba területén. A Lukina-barlangot 1991-ben szlovák barlangkutatók fedezték fel, majd 1993-ban felfedezték a Trojama-barlangot is, amely 558 m mélységben kapcsolódik össze a Lukina-barlang járatával. A Lukina bejárata 1438 m tengerszint feletti magasságban van, míg a Trojama 1475 m magasságban nyílik. A barlangrendszer 1431 m mély, ezzel a világ legmélyebb barlangjainak sorában a 14. helyen található. A barlangrendszer kutatása a Horvát Barlangász Szövetség szervezésében 1993 és 1995 között folyt, újabb kutatása pedig 2010-ben kezdődött és jelenleg is tart.
A Lukina-barlang nevét Ozren Lukić - Luka barlangkutatóról kapta, aki horvát katonaként esett el a Velebiten a horvátországi háború harcaiban.

## A Lukina-barlang leírása
A Lukina-barlang bejárata hasadék formájú, 22,5 x 5 m méretű. A járat a bejárattól a 320 méteres mélységben található Whiskey-teremig csaknem függőleges, az ötvenedik métertől lefelelé a sziklákon vastag hó- és jégrétegek találhatók. Az 53. méternél és a 178. méternél a járatból két oldaljárat nyílik. A felső oldaljárat egy kisebb csarnokba vezet, amelynek 27 m magas jeges vízesése van, az alsó járat pedig kanyarogva, ferdén ereszkedik le a havas sziklákon át egészen egy 195 méteres mélységben fekvő kis tóig (ahová a szlovákok 1992-ben ereszkedtek le).
A Whisky-csarnok alatt egy újabb, 228 méteres függőleges járat van, melynek alján egy 27 m hosszú lejtős perem található, amely 558 méternél kapcsolódik a Trojam-barlang járatához. Ezután néhány rövidebb, függőleges járat következik a 638 méteres mélységben levő szűkületig. Innen 100 métert ereszkedünk függőlegesen egy kis peremig, majd egy 4 méteres ugrással jutunk egy 3-5 méter széles kanyargós járatba. Itt, 743 méteres mélységben található az I-es számú bivak. Az I-es és a II-es bivak között egy újabb függőleges járat van, melynek felső részén egy kanyargós hasadék látható, alsó részén pedig több kisebb peremmel szélesedik, majd vége szakad. A II-es bivak 950 méteres mélységben, egy 85 x 70 m méretű csarnokban található. A csarnok északkeleti részén van egy keskeny járat, amely összeköti a csarnokot a következő, 142 méteres függőleges járattal, amely egy 1092 m mélységű lejtős peremhez vezet. 1102 m mélységben van egy keskeny bejárat a Vjetroviti-járatba, amely kezdetben ferdén kanyarogva 47 métert ereszkedik, ahol törmelékkel borított kőtömbök zárják le.
Az 1092 méternél levő lejtős perem végétől főjárat kisebb függőlegesek mentén ereszkedik le arra a helyre, ahol egy rövid, felfelé vezető, 30 m hosszú járat csatlakozik hozzá. Néhány kisebb ugrás következik ismét, majd egy nagy, 95 méteres függőleges szakasz következik. A csarnok előtt még két kisebb ugrás jön. Alul egy 20 x 5 m méretű csarnok található, délkeleti irányban húzódó szifontóval. A második, kisebb szifon az elsővel szemben található. Az első szifon 57 m hosszú, majd egy légzseb után egy újabb szifonban folytatódik.
A barlang alján még két oldalsó járat található. Az egyik a csarnok keleti részén a szifontó felett helyezkedik el, majd két kisebb járatba ágazik el, teljes hossza 32,5 m. Itt találtak először endemikus piócát (Croatobranchus Mestrovi). A második járat a csarnok északnyugati részén található, 8 m magasan a II-es szifon felett. Két járatra ágazik el, az egyik rendkívül szűk (van kilátás további haladásra, de bővítésre van szükség), a másik pedig szélesebb és könnyebben járható. Teljes hosszuk 120 m.
A barlangrendszer eddig elért feneke csupán 54 m tengerszint feletti magasságban van (2010-es adatok), a tenger pedig körülbelül 10,5 km-re van. A talajvíz további áramlása valószínűleg a Žrnovicától Jablancáig tartó területen lévő források és parti források felé irányul.

## A Trojame-barlang leírása
A Trojame bejárata egy 26 m hosszú és kb. 2 m széles hasadék. A bejárattól 140 m mélységben a függőleges járat több oldalsó nyílással rendelkezik, amelyek valószínűleg párhuzamos földalatti függőleges járatokhoz vezetnek, amelyeket még nem tártak fel. A függőleges járat délkeleti oldalán lévő nyílások azért érdekesek, mert összekapcsolhatók a kutatók által 15-ös számmal jelölt kis barlanggal, ami újabb 3 méterrel növelné a barlangrendszer hosszúságát.
A továbbiakban 140 méter után a barlang egy 0,7–6 m széles jeges résszel folytatódik, ahol a jég megáll. Innen egy keskeny átjáró vezet a „Grmač” nevű kanyarulatig. Lehetséges, hogy a jövőben a leeső jeges kövek esetén ez az átjáró teljesen lezárul. Maga a kanyarulat a középső részen átjárható, míg az alsó és felső részben nagyon keskeny. A kanyarulat mögött a függőleges 80 m mély „Plana stovka” következik, amely egy sekély tó felett ér véget. Ezt követi a „Baldachyn” felé vezető kisebb függőleges járatok sora egészen a „Monzunova šachta” nevű helyig. A Grmačtól a Monzunova šachtáig a járat mennyezete nem látható.
A Monzunova šachta 160 m mély aknája 558 m mélységben (a Trojame bejáratától számítva 595 m mélységben) kapcsolódik össze Lukina-barlanggal. Itt olyan vízáramlás lép fel, amely az egész barlangon átáramlik. A barlangrendszer teljes mélysége a magasabb bejárattól számítva 1 421 m.

## Fordítás
Ez a szócikk részben vagy egészben  a   Lukina jama című horvát Wikipédia-szócikk ezen változatának fordításán alapul.  Az eredeti cikk szerkesztőit annak laptörténete sorolja fel. Ez a jelzés csupán a megfogalmazás eredetét és a szerzői jogokat jelzi, nem szolgál a cikkben szereplő információk forrásmegjelöléseként.

## Kapcsolódó szócikk
- Barlangi élettan